# Мабон
 Мабон  — неоязыческий праздник, один из праздников викканского Колеса года. Отмечается в день осеннего равноденствия (21—23 сентября), символизирует вторую жатву и подведение итогов года.

## Название
Само название «Мабон» происходит от имени Мабона ап Модрона, персонажа из валлийской мифологии — сына Модрон, богини-матери, и Уриена, владыки подземного царства. Кельтские колдуньи не отмечали этот шабаш до вторжения викингов в Англию. В день Мабона многие колдуньи делают себе новые посохи и вырезают руны из древесины вяза — обычай, пришедший от друидов.

## Обычаи
Этот день считается временем сбора урожая, и его традиционно связывают с заготовлением всех даров матери-Земли. Это второй день в году, когда ночь равна дню в Колесе Года. Всё вокруг напоминает о приходе зимы, в этот период кельтские ведуны проводят ритуалы, гарантирующие достаточность пищи в зимний период. Обряд состоял в том, что на празднике сначала демонстрировались, а потом съедались лучшие дары лета. Друиды по традиции забирались на вершину горы, чтобы провести побольше времени с летним солнцем, так как ночи становятся всё длиннее.
Обычно в Мабон идут на природу, в лес, собирают семена и опавшие листья. Некоторые из них используют для украшения дома, другие сохраняют на будущее для травяной магии. Пища на Мабон состоит из плодов второго урожая, таких как зерновые, фрукты и овощи.